# Peganum
Peganum es un género de la reciente familia Nitrariaceae (Sheahan), antes estaba incluida en la familia Zygophyllaceae.

## Descripción
Planta perennifolia con la hojas alternas, pinnatisectas. Las flores tetrámeras o pentámeras. Sépalos erectos, persistentes. Androceo con 12-15 estambres; filamentos estaminales dilatados en la base. Disco nectarífero muy desarrollado. Ovario globoso, trilocular. Fruto sin espinas, con estilo persistente.
El género tiene cinco especies, siendo nativas de zonas templadas-cálidas o subtropicales de todo el mundo.

## Especies
- Peganum harmala L. - Siria
- Peganum mexicanum Bunge México
- Peganum nigellastrum Bunge (China)
- Peganum rothschildianum F.Buxbaum (Tunisia)
- Peganum texanum M.E.Jones (Norteamérica)